# Catalogue des vaisseaux

Carte de la Grèce homérique.

Le Catalogue des vaisseaux (en grec ancien νεῶν κατάλογος / neōn katálogos) est un passage célèbre du chant II de l’Iliade d'Homère (v. 484-780). L'aède y suspend son récit de la guerre de Troie pour se lancer dans une énumération des forces grecques en présence. Il est suivi par une description similaire, quoique plus courte, des forces troyennes, le « Catalogue des Troyens ».
Le « Catalogue » offre un aperçu très précieux de la situation géopolitique de la région, même si la question de la date reste ouverte : XIIIe siècle av. J.-C. ? — date supposée de la guerre de Troie —, VIIIe siècle av. J.-C. ? — époque contemporaine d'Homère. Selon une théorie intermédiaire, le Catalogue se serait construit par agrégation pendant la période de transmission orale du poème, et refléterait les ajouts successifs des territoires des mécènes devant lesquels chantaient les aèdes.

## Contenu
Le « Catalogue » recense 29 contingents pour un total de 1186 nefs, soit une force approximative de 60 000 à 140 000 Achéens (le nombre de guerriers n'est mentionné que pour les Béotiens, avec 120 hommes par navire, et pour les troupes de Philoctètes, avec 50 hommes par navire, et les estimations utilisent donc cette fourchette). Il passe en revue 150 toponymes et 50 ethnonymes.
| Vers    | Peuple(s)                                                       | Chef(s)                                                               | Région(s) et cité(s) | Nombre de nefs                                   |
| ------- | --------------------------------------------------------------- | --------------------------------------------------------------------- | --- | ------------------------------------------------ |
| 494-510 | Béotiens                                                        | Pénélée, Léitos, Arcésilaos, Prothoénor et Clonios                    | Hyrie, Aulis, Schène, Scôle, Étéone, Thespies, Grée, Mycalesse, Harme, Ilésie, Érythres, Éléon, Hylé, Pétéon, Ocalée, Médéon, Copes, Eutrésis, Thisbé, Coronée, Haliarte, Platées, Glisas, Hypothèbe, Onchestos, Arné, Midée, Nise et Anthédon | 50 (chaque nef abrite 120 hommes)                |
| 511-516 | Minyens                                                         | Ascalaphe et Ialmène                                                  | Asplédon et Orchomène | 30                                               |
| 517-526 | Phocidiens                                                      | Épistrophe et Schédios                                                | Cyparisse, Delphes (Pythô), Crisa, Daulis, Panopée, Anémorée, Hyampolis, Lilée et rives du Céphise | 40                                               |
| 527-535 | Locriens (opontiens)                                            | Ajax (fils d'Oïlée)                                                   | Cyne, Oponte, Calliare, Besse, Scarphe, Augées, Tarphe et Thronion | 40                                               |
| 536-545 | Abantes                                                         | Éléphénor                                                             | Chalcis, Érétrie, Histiée, Cérinthe, Dion, Carystos et Styra | 40                                               |
| 546-556 | Athéniens                                                       | Ménesthée                                                             | Athènes | 50                                               |
| 557-558 | Salaminiens                                                     | Ajax (fils de Télamon)                                                | Salamine | 12                                               |
| 559-568 | Peuples d'Argolide                                              | Diomède avec ses subordonnés : Sthénélos (fils de Capanée) et Euryale | Argos, Tirynthe, Hermione, Asiné, Trézène, Éiones, Épidaure, Égine et Masès | 80                                               |
| 569-580 | Peuples d'Achaïe et de l'isthme de Corinthe, dont les Mycéniens | Agamemnon                                                             | Mycènes, Corinthe, Cléones, Ornées, Aréthyrée, Sicyone, Hypérésie, Gonoesse, Pellène, Égion, Égiale et Hélice | 100                                              |
| 581-590 | Non nommés (Laconiens)                                          | Ménélas                                                               | Pharis, Sparte, Messé, Brysées, Augées, Amyclées, Hélos, Laas et Œtyle | 60                                               |
| 591-602 | Non nommés (Messéniens)                                         | Nestor                                                                | Pylos, Arène, Thrye, Épy, Cyparesséis, Amphigénée, Ptéléos, Hélos et Dorion | 90                                               |
| 603-614 | Non nommés (Arcadiens)                                          | Agapénor                                                              | Phénée, Orchomène, Rhipé, Stratié, Énispé, Tégée, Mantinée, Stymphale et Parrhasie | 60                                               |
| 615-624 | Épéens                                                          | Amphimaque, Thalpios, Diorès et Polyxénos                             | Bouprasion, ainsi que la région délimitée par Hyrminé, Myrsine, Olénie et Alésie | 40 (chaque chef a 10 nefs sous son commandement) |
| 625-630 | Non nommés                                                      | Mégès                                                                 | Doulichion et les îles Échinades | 40                                               |
| 631-637 | Céphalléniens                                                   | Ulysse                                                                | Ithaque (comprenant le mont Nérite), Crocylée, Égilipe, Zacynthe, Samé et la rive opposée aux îles, sur le continent | 12                                               |
| 638-644 | Étoliens                                                        | Thoas (fils d’Andrémon)                                               | Pleuron, Olène, Pyléné, Chalcis et Calydon | 40                                               |
| 645-652 | Crétois                                                         | Idoménée et Mérion                                                    | Crète (de nombreuses villes, dont Cnossos, Gortyne, Lyctos, Milet, Lycaste, Phaistos et Rhytie) | 80                                               |
| 653-670 | Rhodiens                                                        | Tlépolème (fils d'Héraclès)                                           | Rhodes (Lindos, Ialyssos et Camiros) | 9                                                |
| 671-675 | Syméens                                                         | Nirée (fils de Charops)                                               | Symi | 3                                                |
| 676-680 | Non nommés                                                      | Phidippe et Antiphos                                                  | Nisyros, Crapathos, Kassos, Kos et les îles Calydnes | 30                                               |
| 681-694 | Myrmidons, Hellènes ou Achéens                                  | Achille                                                               | L'Argos pélasgique (Ale, Alopé et Trachis), la Phthie et l'Hellade | 50                                               |
| 695-710 | Peuples de Thessalie non nommés                                 | Protésilas, puis Podarcès                                             | Phylaque, Pyrase, Itone, Antrôn et Ptéléon | 40                                               |
| 711-715 | Peuples de Thessalie non nommés                                 | Eumélos (fils d'Admète)                                               | Phères, Bœbé, Glaphyres et Iolcos | 11                                               |
| 716-728 | Peuples de Thessalie non nommés                                 | Philoctète, puis Médon (fils d'Oïlée)                                 | Méthone, Thaumacia, Mélibée et Olizôn | 7 (chaque nef abrite 50 archers)                 |
| 729-733 | Peuples de Thessalie non nommés                                 | Podalire et Machaon                                                   | Trikka, Ithômé et Œchalie | 30                                               |
| 734-737 | Peuples de Thessalie non nommés                                 | Eurypyle (fils d'Évémon)                                              | Orménion, Astérion, abords de la source Hypérée et du mont Titane | 40                                               |
| 738-747 | Peuples de Thessalie non nommés                                 | Polypœtès et Léontée                                                  | Argisse, Gyrtone, Orthé, Élône et Oloossôn | 40                                               |
| 748-755 | Énianes, Perrhœbes et une peuplade non nommée                   | Gounée                                                                | Cyphe, Dodone et abords du Titarésios (fleuve) | 22                                               |
| 756-759 | Magnètes                                                        | Prothoos                                                              | Rives du Pénée et abords du mont Pélion | 40                                               |

## Autres catalogues
D'autres auteurs ont proposé leurs catalogues, notamment Hygin, Pseudo-Apollodore, Euripide, Dictys de Crète et Darès le Phrygien.

### Catalogue d'Apollodore
La Bibliothèque d'Apollodore recense 1033 nefs.
| Peuple ou cité | Chef(s)                      | Nombre de nefs |
| -------------- | ---------------------------- | -------------- |
| Béotiens       | 10 chefs                     | 40             |
| Orchoméniens   | 4 chefs                      | 30             |
| Phocidiens     | 4 chefs                      | 40             |
| Locriens       | Ajax (fils d'Oïlée)          | 40             |
| Eubéens        | Éléphénor                    | 40             |
| Athéniens      | Ménesthée                    | 50             |
| Salaminiens    | Ajax (fils de Télamon)       | 12             |
| Argiens        | Diomède et ses compagnons    | 80             |
| Mycéniens      | Agamemnon                    | 100            |
| Lacédémoniens  | Ménélas                      | 60             |
| Pyliens        | Nestor                       | 40             |
| Arcadiens      | Agapénor                     | 7              |
| Éléens         | Amphimaque et ses compagnons | 40             |
| Doulichiens    | Mégès                        | 40             |
| Céphalléniens  | Ulysse                       | 12             |
| Étoliens       | Thoas (fils d’Andrémon)      | 40             |
| Crétois        | Idoménée                     | 40             |
| Rhodiens       | Tlépolème (fils d'Héraclès)  | 9              |
| Syméens        | Nirée (fils de Charops)      | 3              |
| Kos            | Phidippe et Antiphos         | 30             |
| Myrmidons      | Achille                      | 50             |
| Phylaque       | Protésilas                   | 40             |
| Phéréens       | Eumélos (fils d'Admète)      | 11             |
| Olizoniens     | Philoctète                   | 7              |
| Énianes        | Gounée                       | 22             |
| Triccéens      | Podalire et Machaon          | 30             |
| Orméniens      | Eurypyle (fils d'Évémon)     | 40             |
| Gyrtoniens     | Polypœtès                    | 40             |
| Magnètes       | Prothoos                     | 40             |

### Catalogue d'Hygin
| Chef                       | Région ou cité | Nombre de nefs |
| -------------------------- | -------------- | -------------- |
| Agamemnon                  | Mycènes        | 100            |
| Ménélas                    | Mycènes        | 60             |
| Phénix fils d'Amyntor      | Argos          | 50             |
| Achille                    | Skyros         | 60             |
| Automédon                  | Skyros         | 10             |
| Patrocle                   | Phthie         | 10             |
| Ajax fils de Télamon       | Salamine       | 12             |
| Teucros fils de Télamon    | Salamine       | 12             |
| Ulysse                     | Ithaque        | 12             |
| Diomède                    | Argos          | 30             |
| Sthénélos fils de Capanée  | Argos          | 25             |
| Ajax fils d'Oïlée          | Locride        | 20             |
| Nestor                     | Pylos          | 90             |
| Thrasymédès                | Pylos          | 15             |
| Antiloque                  | Pylos          | 20             |
| Eurypyle fils d'Évémon     | Orménion       | 40             |
| Machaon                    | Trikké         | 20             |
| Podalire                   | Trikké         | 9              |
| Tlépolème fils d'Héraclès  | Mycènes        | 9              |
| Idoménée                   | Crète          | 40             |
| Mérion                     | Crète          | 40             |
| Eumélos fils d'Admète      | Phères         | 8              |
| Philoctète                 | Mélibée        | 7              |
| Pénélée                    | Béotie         | 12             |
| Léitos                     | Béotie         | 12             |
| Clonios                    | Béotie         | 9              |
| Arcésilas                  | Béotie         | 10             |
| Prothoénor                 | Thespies       | 8              |
| Ialmène                    | Argos          | 30             |
| Ascalaphe                  | Argos          | 30             |
| Schédios                   | Argos          | 30             |
| Épistrophe                 | Argos          | 10             |
| Éléphénor                  | Argos          | 30             |
| Ménesthée                  | Athènes        | 50             |
| Agapénor                   | Arcadie        | 60             |
| Amphimaque fils de Ctéatos | Élide          | 10             |
| Euryale                    | Argos          | 15             |
| Amaryncée (en)             | Mycènes        | 19             |
| Polyxénos                  | Étolie         | 40             |
| Mégès                      | Doulichion     | 40             |
| Thoas fils d'Andrémon      |                | 15             |
| Podarcès                   |                | 10             |
| Prothoos                   | Magnésie       | 40             |
| Cycnos                     | Argos          | 12             |
| Nirée fils de Charops      | Argos          | 16             |
| Antiphos fils de Thessalos | Nissiros       | 20             |
| Polypœtès                  | Argos          | 20             |
| Léontée                    | Sicyone        | 19             |